# نمایه پروبال گیبسون
نمایه پروبال گیبسون (به انگلیسی: Gibson Plumage Index)، که گاهی به عنوان کد گیبسون (به انگلیسی: Gibson Code) شناخته می‌شود، سیستمی برای توصیف پرهای آلباتروس‌های بزرگ است. این نام برای جان داگلاس گیبسون و دیگر اعضای گروه مطالعاتی آلباتروس نیو ساوت ولز در اواخر دهه ۱۹۵۰ ابداع شد. گیبسون یک پرنده‌شناس آماتور استرالیایی بود که به مدت سی سال بر روی آلباتروس‌ها در امتداد سواحل نیو ساوت ولز کار میدانی انجام داد. این شاخص مقادیر عددی جداگانه (از ۱ تا ۶ با افزایش نسبت سفید) را به درجه رنگ در چهار بخش بدن - پشت، سر، بال داخلی و دم - آلباتروس‌ها اختصاص می‌دهد تا تغییرهای سنی و بین نژادهای مختلف را نشان دهد. جمعیت‌ها به عنوان مثال، پرنده‌ای با پشت کاملاً قهوه‌ای نمره ۱ را برای پشت دریافت می‌کند، در حالی که پرنده‌ای با پشت کاملاً سفید نمره ۶ را دریافت می‌کند. این شاخص سپس توسط پیر جوونتین و همکارانش گسترش یافت تا الگوهای پیچیده‌تر آلباتروس آمستردام را پوشش دهد و رنگ شکم و پرهای ساق پا را بیفزاید. این سیستم برای طبقه‌بندی تنوع گسترده و پیچیده در ظاهر آلباتروس‌های بزرگ در کشف چندین جمعیت جداشده از نظر ژنتیکی و در نتیجه توصیف گونه‌های جدید مؤثر بود و شناسایی میدانی را آسان‌تر کرده‌است.